# Мелиса
Мелѝса (на италиански: Melissa, на местен диалект Mèlissë, Мелисъ) е малко градче и община в Южна Италия, провинция Кротоне, регион Калабрия. Разположено е на 256 m надморска височина. Населението на общината е 3622 души (към 2013 г.).